# Join, or Die

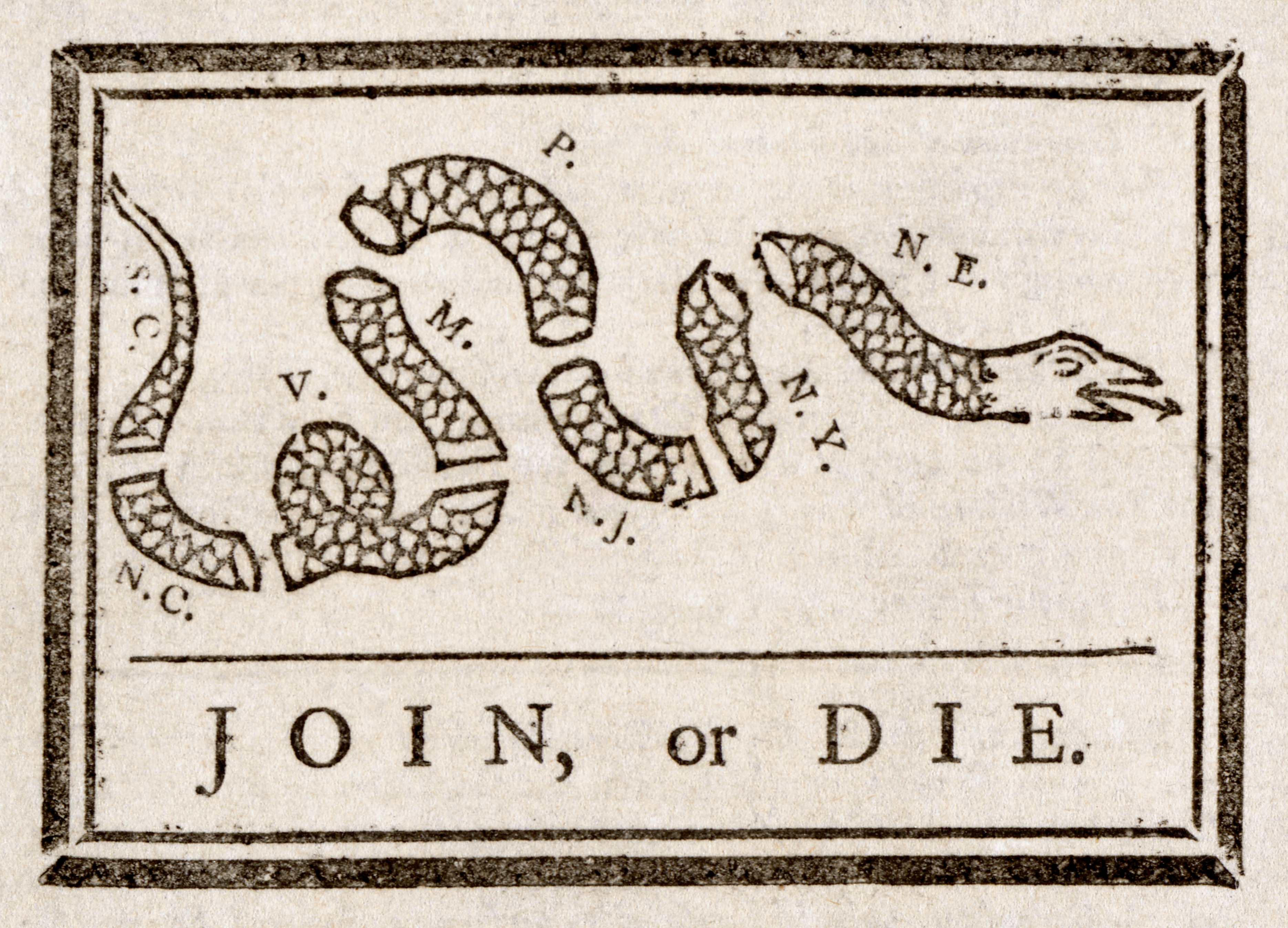
Join, or Die. por Benjamin Franklin (1754), um comentário político em cartoon sobre a desunião das Treze Colônias durante a Guerra Franco-Indígena, foi mais tarde usado para encorajar as ex-colônias a se unirem pela causa da independência durante o Guerra Revolucionária Americana.

Join, or Die. (Junte-se ou morra) é um cartoon político atribuído a Benjamin Franklin. A publicação original da Pennsylvania Gazette em 9 de maio de 1754 é a primeira representação pictórica conhecida da união colonial produzida por um colono estadunidense na América Colonial. É uma xilogravura que mostra uma cobra cortada em oito segmentos, com cada segmento etiquetado com as iniciais de uma das colônias ou regiões americanas. A Nova Inglaterra (N.E.) foi representada como um segmento, em vez das quatro colônias de que era composta na época. Delaware não foi listada separadamente porque fazia parte da Pensilvânia. Geórgia, entretanto, foi completamente omitida. Portanto, a cobra possui oito segmentos, em vez de treze. O pôster focalizou exclusivamente as colônias que viriam a constituir os atuais Estados Unidos, devido à sua identidade compartilhada como americanos. O cartoon apareceu junto com o editorial de Franklin sobre o "estado desunido" das colônias e ajudou a enfatizar a importância da unidade colonial. Mais tarde, tornou-se um símbolo da liberdade colonial durante a Guerra Revolucionária Americana.

## Função durante a Guerra dos Sete Anos
A Guerra Franco-Indígena foi uma parte da Guerra dos Sete Anos, que colocou a Grã-Bretanha ao lado das Treze Colônias e seus aliados nativos contra os franceses, a Nova França e seus aliados nativos. Muitos colonos americanos desejavam capturar as terras a oeste dos Montes Apalaches e deslocar a população indígena fixando-se lá. O pôster rapidamente se tornou um símbolo da necessidade de ação organizada contra a ameaça representada pelos franceses e seus aliados nativos durante o conflito, pois enquanto muitos americanos não estavam dispostos a participar no combate contra os franceses, muitos outros reconheceram que, se as colônias francesas não fossem capturadas, sempre representariam um risco para o bem-estar e a segurança das Treze Colônias. O escritor Philip Davidson afirmou que Franklin foi um propagandista influente ao ver o potencial dos cartoons políticos de incitar a opinião pública a favor de uma certa maneira de pensar. Franklin havia proposto o Plano de Albany e seu cartoon sugeria que tal união era necessária para evitar que cada colônia fosse capturada individualmente pelos franceses. Como Franklin escreveu:

A Confiança dos Franceses neste Compromisso parece bem fundamentada no atual Estado desunido das Colônias Britânicas, e a extrema Dificuldade de trazer tantos Governos e Assembleias diferentes para concordar em quaisquer Medidas rápidas e eficazes para nossa defesa e Segurança comuns; enquanto nossos inimigos têm a grande vantagem de estar sob um [governo].

## Função antes e durante a Revolução Americana

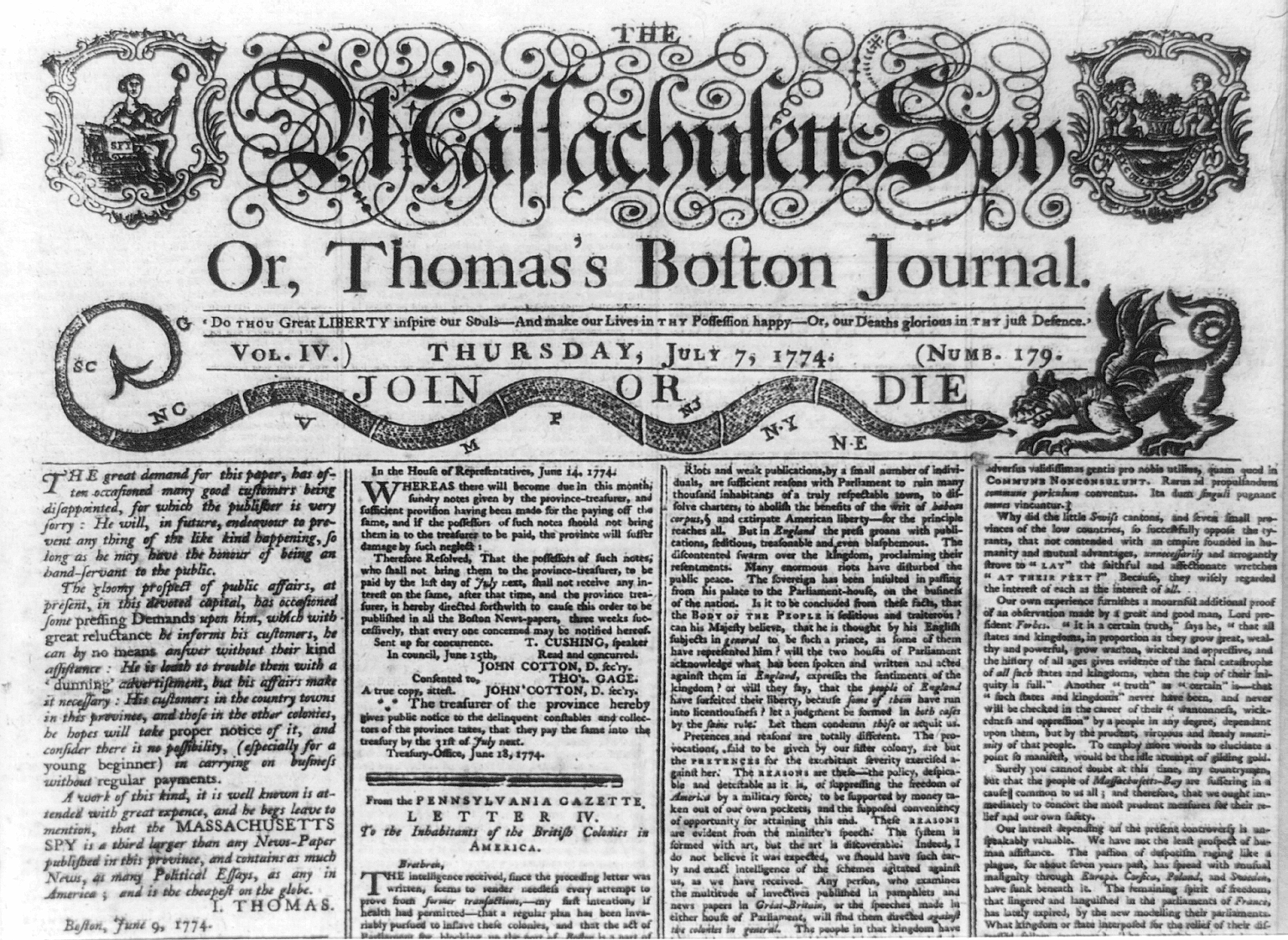
O cartoon alterado no cabeçalho do jornal Massachusetts Spy, 7 de julho de 1774

O cartoon político de Franklin assumiu um significado diferente durante o período que antecedeu a Revolução Americana, especialmente por volta de 1765–1766, durante o Stamp Act Congress. Os colonos americanos protestando contra o governo da Coroa usaram o cartoon no Tribunal Constitucional para ajudar a persuadir seus colegas colonos a se rebelarem. No entanto, os Patriotas, que associavam a imagem à eternidade, vigilância e prudência, não foram os únicos que viram uma nova interpretação do cartoon. Os Lealistas viam o cartoon com tradições mais bíblicas, como as da astúcia, enganação e traição. O próprio Franklin se opôs ao uso de seu cartoon nessa época e, em vez disso, defendeu uma política moderada; em 1766, ele publicou um novo cartoon intitulado "MAGNA Britannia: her Colonies REDUCED", onde alertou contra o perigo da Grã-Bretanha perder suas colônias americanas por meio da imagem de uma figura feminina (Britannia) com os membros decepados. Por causa do cartoon inicial de Franklin, entretanto, o Courant foi considerado uma das publicações mais radicais na Inglaterra.
A diferença entre o uso de Join or Die em 1754 e 1765 é que Franklin o projetou para unir as colônias para "gerenciamento das relações indígenas" e defesa contra a França, mas em 1765 os colonos americanos usaram-no para estimular a unidade colonial em favor de resistir às leis e decretos que lhes foram impostos. Também durante esse tempo, a frase "join, or die." mudou para "unite, or die." em alguns estados, como Nova Iorque e Pensilvânia.
Logo após a publicação do cartoon durante o Stamp Act Congress, variações foram impressas em Nova Iorque, Massachusetts, e alguns meses depois ele se espalhou para a Virgínia e a Carolina do Sul. Em alguns estados, como Nova Iorque e Pensilvânia, o cartoon continuou a ser publicado semana após semana por mais de um ano. Em 7 de julho de 1774, Paul Revere alterou o desenho para caber no cabeçalho do Massachusetts Spy.

## Legado
O desenho foi reimpresso e redesenhado amplamente ao longo da história americana. Variantes do cartoon têm textos diferentes, por exemplo "Unite or Dead", e segmentos com rótulos diferentes, dependendo dos órgãos políticos aos quais se apelam. Durante a Guerra Revolucionária Americana, a imagem se tornou um poderoso símbolo da unidade exibida pelos colonos americanos e da resistência ao Parlamento da Grã-Bretanha e à Coroa. Ele voltou ao serviço, adequadamente redesenhado, para ambos os lados da Guerra Civil Americana, já que a União e a Confederação tinham pontos de vista diferentes sobre a natureza do governo federal.
- A tradução latina de Join, or Die (Jungite aut Perite) é usada como o lema oficial do time de futebol Philadelphia Union. Uma cobra também aparece em seu logotipo como uma alusão a este cartoon.[9]
- Uma bandeira com este cartoon foi exibida com destaque nos créditos de abertura da minissérie de TV John Adams e foi o título da primeira parte da minissérie.
- O ex-apresentador do The Late Late Show Craig Ferguson tem esse desenho tatuado na parte interna do antebraço direito, alcançando o pulso, para comemorar a conquista da cidadania estadunidense.[10][11] Ferguson também nomeou seu talk show de comédia no History Channel, Join or Die with Craig Ferguson, em homenagem ao cartoon. O show começou a ser exibido em fevereiro de 2016.[12]
- Uma imagem da cobra Join, or Die foi entregue como uma ameaça a uma vítima no episódio "Dead Air" (Ar Morto) do NCIS. Foi usada como símbolo de um grupo terrorista.[13]
- "Join Or Die" é o nome dado à edição especial do jogo eletrônico Assassin's Creed III, que se passa durante a Guerra Revolucionária Americana.
- No show da TNT Falling Skies, quando Pope e sua gangue de bandidos são encurralados sob a mira de uma arma por Tom Mason, Pope pede opções a Mason, às quais Mason responde "Junte-se ou morra!". Parte da história de Mason incluía ele ser um professor de história da Universidade de Boston que ensinou a Revolução Americana como parte de seu currículo.
- No programa da Fox Sleepy Hollow, no episódio "Magnum Opus" do episódio 10 da 2.ª temporada, o cartoon original Join or Die é mostrado e descrito como sendo desenhado por Benjamin Franklin para indicar secretamente um rio real. Olhando o mapa real, o lugar onde a boca da cobra está localizada é onde os personagens principais encontram uma espada encantada.
- A equipe da NBA do Philadelphia 76ers integrou a cobra em seu logotipo do Liberty Bell para criar uma edição especial do logotipo dos playoffs de 2018, embora posteriormente a equipa tenha usado a versão alternativa, "Unite or Die".
- Durante todo o jogo Fallout 4, pôsteres com o desenho podem ser encontrados em prédios sem nenhum contexto real.